# Stefan Perings
Stefan Martin Perings (* 27. Oktober 1966 in Göttingen) ist ein deutscher Kardiologe, Privatdozent und Herausgeber.

## Leben
Als Sohn von Eduard Perings und Maria Perings legte er 1987 das Abitur an der Freiherr-vom-Stein-Schule Bochum ab. Zwischen 1987 und 1989 absolvierte er den Grundwehrdienst. Es folgte das Studium der Humanmedizin an der Heinrich-Heine-Universität Düsseldorf von 1989 bis 1995. Er promovierte 1997 mit dem Thema NMR-spektroskopische Untersuchungen zum myokardialen Energiestoffwechsel alternder spontan hypertensiver Ratten in der Klinik für Kardiologie, Pneumologie und Angiologie der Heinrich-Heine-Universität Düsseldorf.
Die klinische Ausbildung absolvierte er ebenfalls am Universitätsklinikum Düsseldorf und schloss diese 2003 mit dem Facharzt Innere Medizin und 2005 mit der Gebietsanerkennung Kardiologie ab.
2016 wurde Perings mit der Habilitationsschrift Sektorenübergreifende Versorgung von Patienten mit koronarer Herzerkrankung, malignen Herzrhythmusstörungen und implantierbaren Devices zum Privatdozenten an der Heinrich-Heine-Universität Düsseldorf ernannt und ihm die Lehrberechtigung für das Fach Innere Medizin erteilt.

## Berufliche Tätigkeiten
Perings ist seit 2005 Gesellschafter des Instituts für Prävention und Sportmedizin Düsseldorf.
Seit 2012 ist er Mitglied in verschiedenen Kommissionen der Deutschen Gesellschaft für Kardiologie (DGK), u. a. in der Kommission für Klinische Kardiologie.
Ebenfalls seit 2012 ist er Mitglied des Vorstands des Bundesverbandes Niedergelassener Kardiologen e.V.
Seine wissenschaftlich publikatorischen Aktivitäten spiegeln sich unter anderem in der Tätigkeit als Herausgeber der Fachzeitschrift Aktuelle Kardiologie sowie der geschäftsführenden Herausgeberschaft des Fachportals Kardiologie.org wider.
Er ist Mitglied im wissenschaftlichen Beirat des Herznetz Rheinland sowie stellvertretender Vorsitzender des Düsseldorfer Kompetenznetz Herz e.V.

## Auszeichnungen
- 2010: Fellow of the European Society of Cardiology
- 2012: Fellow of the American Heart Association
- 2016: DDGK-Preis des Bundesverbandes Niedergelassener Kardiologen